# Ⱅ
Cette page contient des caractères spéciaux ou non latins. S’ils s’affichent mal (▯, ?, etc.), consultez la page d’aide Unicode.
Tverdo (Твердо en cyrillique ; capitale Ⱅ, minuscule ⱅ) est la 21e lettre de l'alphabet glagolitique.

## Linguistique
La lettre sert à noter le phonème /t/.

## Historique
La lettre pourrait provenir de la lettre tau (τ) de l'alphabet grec.

## Représentation informatique
- Unicode :
  - Capitale Ⱅ : U+2C15
  - Minuscule ⱅ : U+2C45